# Oyrières
Oyrières település Franciaországban, Haute-Saône megyében. Lakosainak száma 361 fő (2022. január 1.). Oyrières Framont, Auvet-et-la-Chapelotte, Chargey-lès-Gray, Écuelle, Montot, Montureux-et-Prantigny, Vars és Vereux községekkel határos.

## Népesség
A település népességének változása:
| Lakosok száma | 403  | 390  | 402  | 381  | 376  | 371  | 368  | 364  | 361  |
|               | 2013 | 2015 | 2016 | 2017 | 2018 | 2019 | 2020 | 2021 | 2022 |